# Pachitea (provincie)
Pachitea is een provincie in de regio Huánuco in Peru. De provincie heeft een oppervlakte van 2.630 km² en telt 72.229 inwoners (2015). De hoofdplaats van de provincie is het district Panao.

## Bestuurlijke indeling
De provincie Pachitea is verdeeld in vier districten, UBIGEO tussen haakjes:
- (100802) Chaglla
- (100803) Molino
- (100801) Panao, hoofdplaats van de provincie
- (100804) Umari

Ambo · Dos de Mayo · Huacaybamba · Huamalíes · Huánuco · Lauricocha · Leoncio Prado · Marañón · Pachitea · Puerto Inca · Yarowilca